# Castor (A)

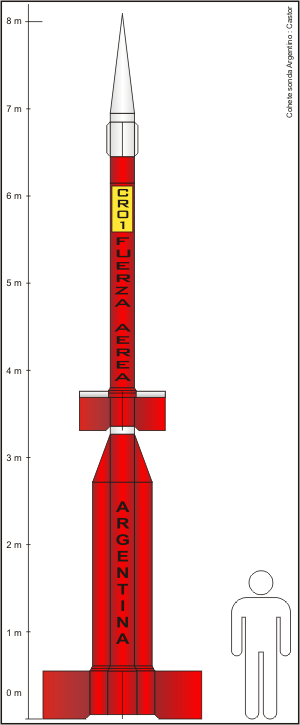
Castor (A)

Castor (A) war eine zweistufige argentinische Höhenforschungsrakete. Die erste Stufe hatte vier Feststoffraketentriebwerke vom Typ Canopus, die zweite Stufe nur eines. Insgesamt war die Rakete 8 m hoch und 280 kg schwer. Sie hatte einen Durchmesser von 69 cm und konnte eine Nutzlast von bis zu 75 kg tragen. Sie wurde zwischen 1969 und 1979 von Startplätzen in Argentinien, in Peru und in der Antarktis gestartet. 

## Startliste
| Bezeichnung | Datum (UTC)          | Startort            | Steighöhe (km) | Bemerkung                                                |
| ----------- | -------------------- | ------------------- | -------------- | -------------------------------------------------------- |
| CR-X        | 22. Dez. 1969        | CELPA, Argentinien  | 52             | Testflug der Raumfahrtbehörde CONAE                      |
| CR-X2       | 19. Dez. 1970        | CELPA, Argentinien  | 45             | Testflug der CONAE                                       |
| CR-01       | 22. Nov. 1973, 23:39 | CELPA, Argentinien  | 406            | Erforschung der Ionosphäre durch das Max-Planck-Institut |
| CR-02       | 30. Sep. 1975        | Marambio, Antarktis | 400            | Erforschung der Ionosphäre durch das Max-Planck-Institut |
| CR-03       | 3. Okt. 1975         | Marambio, Antarktis | 400            | Erforschung der Ionosphäre durch das Max-Planck-Institut |
| CR-04       | 21. März 1979, 23:49 | Chilca, Peru        | 0              | Verteilung von Barium für die deutsche DFVLR (Fehlstart) |
| CR-05       | 22. März 1979, 23:53 | Chilca, Peru        | 268            | Verteilung von Barium für die deutsche DFVLR             |